# Aristotelesmal
Aristotelesmal (Silurus aristotelis) är en fiskart som beskrevs av Garman, 1890. Aristotelesmal ingår i släktet Silurus och familjen malfiskar. Inga underarter finns listade i Catalogue of Life.
Aristotelesmal blir upp till 46 cm lång men de flesta når en längd av 23 cm. Analfenan har 66 till 75 taggstrålar.
Arten förekommer i västra Grekland i sjöarna Amvrakía, Lysimacheía och Trichonida samt i angränsande vattendrag. Den introducerades i sjöarna Vólvi och Pamvótida.
De nattaktiva exemplaren har andra fiskar, kräftdjur och blötdjur som föda som kompletteras med insekter, groddjur och små ormar. Exemplaren blir könsmogna efter 2 till 3 år.
Beståndet hotas av vattenföroreningar och överfiske. Populationens storlek är okänd. IUCN kategoriserar arten globalt som otillräckligt studerad.